# Toda Nudez Será Castigada
Tota Nudez Será Castigada és una pel·lícula brasilera de 1973 basada en l'obra de Nelson Rodrigues del mateix nom i dirigida per Arnaldo Jabor. Es va presentar en el 23 Festival Internacional de Cinema de Berlín on va guanyar l'Ós de Plata.

## Argument
Herculano és un home ric, vidu i purità que jura al seu fill Serginho que mai més tornarà a estar amb una altra dona. Tot i això, s'enamora d'una prostituta, Geni, a qui coneix gràcies al seu viciós germà Patrício, ja que aquest desitja que Herculano li segueixi pagant els seus vicis amb la beguda i les dones. Quan el vidu decideix casar-se amb Geni, es produeix una sèrie de conflictes a la seva família, entre ells que Serginho vagi a la presó per una baralla en un bar. Un dels presos, un lladre bolivià, viola Serginho a la presó i, quan aquest surt lliure, acaba convertint-se en amant de Geni per venjar-se del seu pare per haver faltat a la seva paraula. Finalment, quan Geni està decidida a deixar Herculano, ella descobreix que Serginho se'n va amb el violador a Europa i, desesperada, Geni se suïcida deixant una cinta gravada on narra tota la història a Herculano.

## Repartiment
- Paulo Porto: Herculano
- Darlene Glória: Geni
- Elza Gomes: tia que banya a Serginho
- Paulo César Peréio: Patrício
- Isabel Ribeiro: jove tia
- Henriqueta Brieba: tia
- Sérgio Mamberti: home gai al bordell
- Orazir Pereira: lladre bolivià
- Abel Pera: vell poeta, client de Geni
- Waldir Onofre: borratxo que lluita contra Serginho
- Teresa Mitota: Mitota
- Paulo Sacks: Serginho
- Hugo Carvana: comissari